# Pyknodysostose
Die Pyknodysostose (OMIM: 265800) ist eine extrem seltene Knochenkrankheit aus dem Formenkreis der Osteopetrosen (Marmorknochenkrankheit). Seit ihrer Erstbeschreibung im Jahr 1962 sind nur wenige hundert Fälle weltweit beschrieben worden (Stand 2006).

## Klinisches Erscheinungsbild
Bei den betroffenen Patienten besteht eine starke Vermehrung der Knochenmasse, die sich im Röntgenbild als verdichtete Knochenstruktur zeigt. Diese verdichtete Struktur ist weniger stabil als normaler Knochen und die Patienten leiden häufig an Frakturen. Weitere typische Merkmale sind: Kleinwuchs, Veränderungen im Gesichtsschädel, Spondylolysen der lumbalen Wirbelkörper und Unterentwicklung des Schlüsselbeins. Die Patienten zeigen eine normale geistige Entwicklung. Im Gegensatz zu anderen Osteopetrosen finden sich in der Regel keine Anämie oder Hirnnervenschäden.

## Genetische Grundlagen
Die Pyknodysostose beruht auf einer autosomal-rezessiv vererbten genetischen Mutation im Chromosom 1 Genlocus q21, die zu einer Unterfunktion des Proteins Cathepsin K führt. Ohne Cathepsin K können die körpereigenen knochenabbauenden Zellen (Osteoklasten) die Knochensubstanz nicht abbauen und es kommt im Rahmen von Knochenwachstum und -remodeling zu einer Anhäufung der Knochensubstanz.

## Trivia
Die Kleinwüchsigkeit des französischen Malers Henri de Toulouse-Lautrec soll durch eine Pyknodysostose verursacht worden sein.